# Tandsjöborg
Tandsjöborg is een plaats in de gemeente Ljusdal in het landschap Dalarna en de provincie Gävleborgs län in Zweden. De plaats heeft 80 inwoners (2005) en een oppervlakte van 88 hectare. De plaats ligt aan het meer Tandsjön in een beboste en heuvelachtige omgeving.